# قدم كاذب
قدم كاذب (بالإنجليزية: Pseudopod)‏ (بالفرنسية: pseudopode)‏ هي بروزات مؤقتة من الخلايا حقيقية النواة.
الخلايا التي تحتوي هذه البروزات هي التي يشار إليها عموما الأميبيات، وهي عبارة عن خيوط بالقرب من نهاية الخلية تتفاعل مع الميوسين الذي يؤدي إلى الإنكماش. ويمتد القدم الكاذب نفسه حتى الأكتين ثم يعيد نفسه إلى الشبكة. وبهذه الطريقة تتحرك الأميبا، وكذلك بعض الخلايا الموجودة في الحيوانات مثل خلايا الدم البيضاء.

## أهمية الأقدام الكاذبة
الأقدام الكاذبة هي تقلصات أو تشوهات للغشاء السيتوبلازمي، والتي تمكن الخلية من التغدية والتنقل من خلال الزحف مُدَعِّمةً بذلك اتجاها محددا لحركة الخلية.
يمكن اعتبار الأقدام الكاذبة امتدادا خلويا انكماشي أو انقباضي، والذي يمكن الخلية من التحرك لأطول مسافة ممكنة.

## خصائص الأقدام الكاذبة

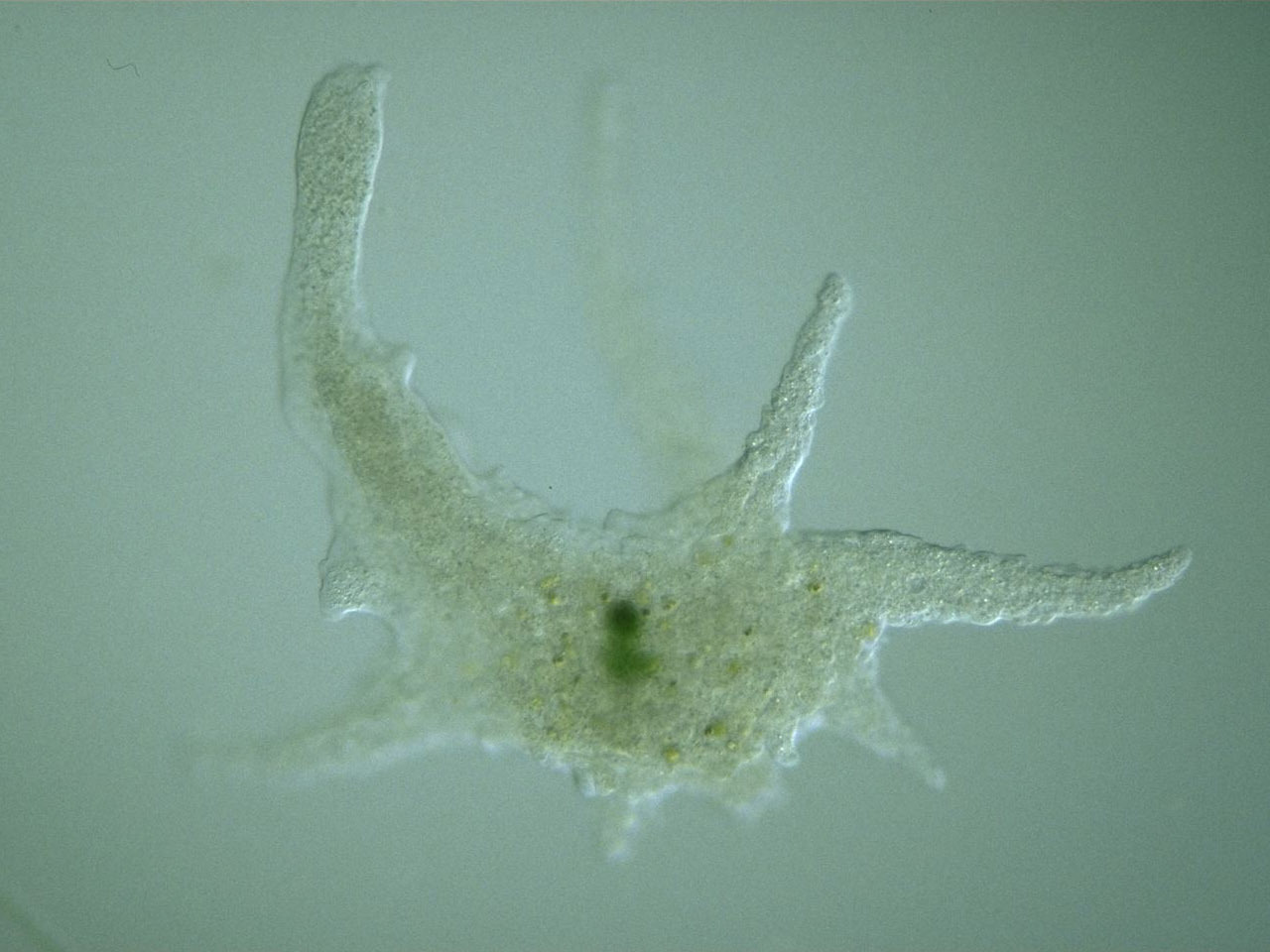

إنتاج الأقدام الكاذبة هو اختصاص الخلايا حقيقيات النوى فقط، خاصة منها الخلايا الحيوانية وكذلك الطلائعيات، على سبيل المثال الأميبة.
هذه التقلصات الخلوية تعمل بواسطة الضغوطات الذاخلية المطبقة من طرف السيتوبلازم. حيث أن الخلية تٌنتج تلقائيا خييطات دقيقة (من خلال وحدة الأكتين، مشابهة ومطابقة تقريبا لتقلصات الخييطات الدقيقة للأكتين نفسه، والموجودة في الخلايا العضلية الحيوانية). مصاحبة لتراخي خيوط أخرى (موجودة في بداية الحركة)، وكذلك شبكة تقوم بتعديلات على صلابة السيتوبلازم. هذا الأخير يوجد على شكلين:
- حالة سائلة، حيث أن السائل غرواني وتعرف هذه الحالة اختصارا ب (SOL).
- حالة نصف-صلبة تعرف اختصارا ب (GEL).

كما أن مرور السيتوبلازم من حالته السائلة إلى حالته نصف-الصلبة يُسهل عملية تشكل الأقدام الكاذبة. حيث أن هناك أقدام كاذبة على شكل مجموعات وأخرى فردية، تمكن الخلية من التنقل.
عندما يكون السيتوبلازم في حالته نصف-الصلبة (SOL) فإنه عادة ما يكون مصفحا ضد الغشاء الخلوي الموجود في نفس منحى الحركة الذي توجد فيه شبكة خيوط الأكتين والتي تفككت سابقا (يٌقال عنها أنها واهنة) تحت تأثير الضغط، أما الغشاء السيتوبلازمي فيتقلص مما يؤدي إلى ولادة جديدة للقدم الكاذب.
تفكك شبكة الأكتين يمكن من ازدياد طول القدم الكاذب، وخلال هذا التفكيك ينتقل السيتوبلازم من حالته السائلة إلى حالته نصف-الصلبة من أجل التشكيل النهائي للقدم الكاذب، ومن حالته نصف-الصلبة إلى السائلة من أجل تمكين كل السيتوبلازم من التنقل والحركة باتجاه القدم الكاذب.
وبالتالي فالخلية تنتقل وتتحرك بفضل أقدامها الكاذبة.
الأميبات ليست الخلايا الوحيدة القادرة على الزحف، فالكريات البيضاء أيضا تتميز بهذه الخاصة.
تمكن أيضا الأقدام الكاذبة بعض الكائنات الوحيدة الخلايا من التغدية.